# موديرن كومبات 2: بلاك بيجاسوس
موديرن كومبات 2: بلاك بيجاسوس (بالإنجليزية:  Modern combat 2: black Pegasus)‏
هي لعبة فيديو من منظور الشخص الأول تم تطويرها ونشرها من قِبل شركة جيم لوفت  لأنظمة أندرويد  وآي أو أس وبلاك بيري بلاي بوك
وإكسبيريا بلاي. هي الإصدار الثاني من سلسلة موديرن كومبات سبقتها لعبة موديرن كومبات: ساندستورم وتبعتها لعبة موديرن كومبات 3: فالن نيشن
في 2011 ولعبة موديرن كومبات 4: زيرو آور في 2012 ولعبة موديرن كومبات 5: بلاك آوت في 2014